# اماروژنتین

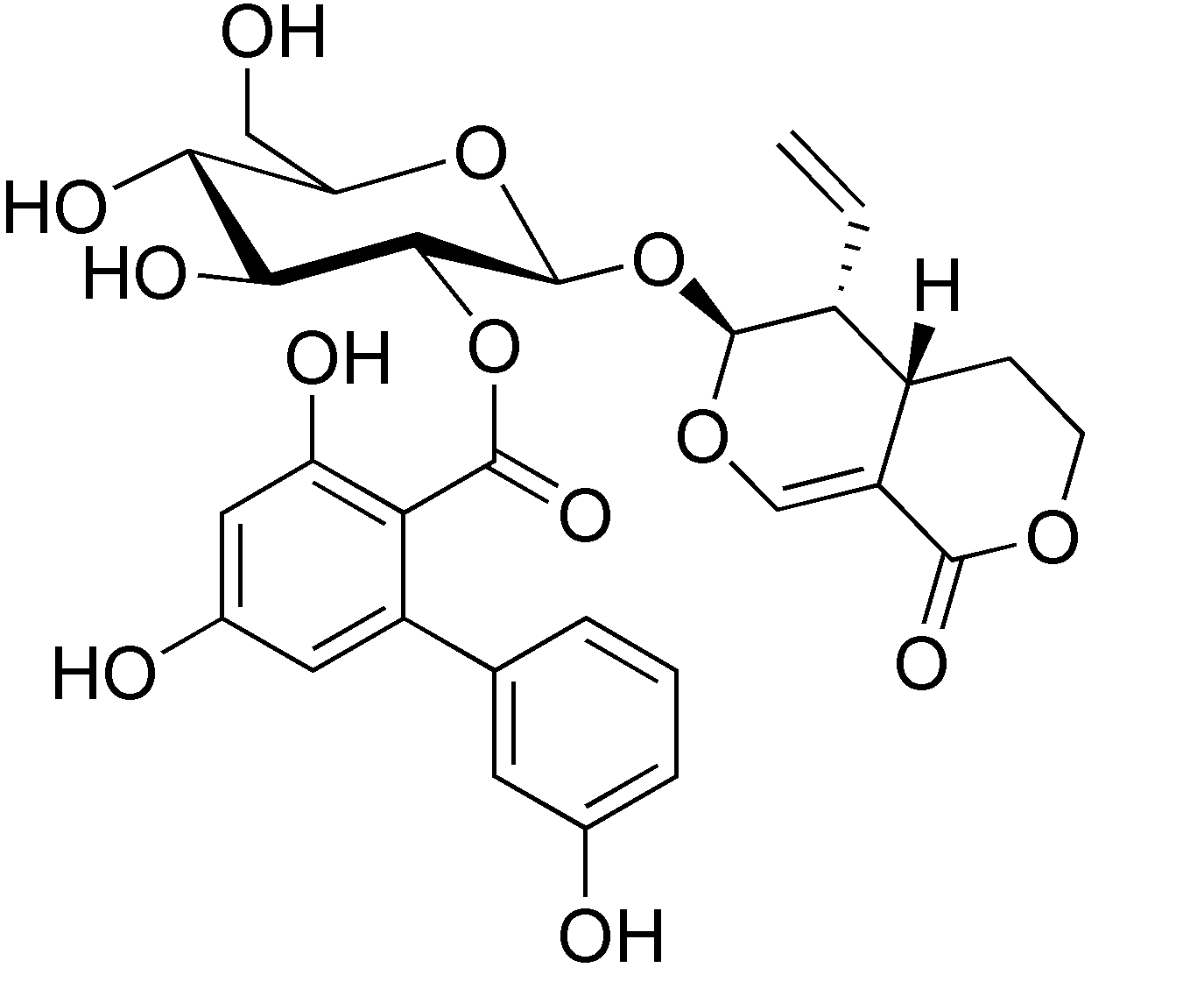
ساختار شیمیایی اماروژنتین

اماروژنتین (به انگلیسی: Amarogentin) با فرمول شیمیایی C۲۹H۳۰O۱۳ یک ترکیب شیمیایی با شناسه پاب‌کم ۱۱۵۱۴۹ است. که جرم مولی آن ۵۸۶٫۵۴ گرم بر مول می‌باشد. 